# Oldsmobile Silhouette
Der Oldsmobile Silhouette und seine Schwestermodelle Pontiac Trans Sport (später Pontiac Montana) und Chevrolet Lumina APV (später Chevrolet Venture) waren drei Vans, die im Modelljahr 1990 präsentiert wurden. Nach Aufgabe der Marke Oldsmobile 2004 wurde der Silhouette im Folgejahr 2005 durch den Buick Terraza ersetzt.
Der Silhouette der ersten Generation wurde im Film Schnappt Shorty 1995 eingesetzt, wo er als der Cadillac der Minivans bezeichnet wurde. Das Erscheinen des ersten Frontantriebs-Vans von GM 1990 ermutigte die Firma, eine der ersten Luxusausgaben eines Vans aufzulegen, als Chrysler den Town and Country veröffentlichte.

## Ursprüngliches Konzept
Das Konzeptauto Pontiac Trans Sport wurde 1986 der Öffentlichkeit vorgestellt und sehr gut aufgenommen. Es hatte ein futuristisches Styling, einzeln ausbaubare Sitze mit eingebauten Stereo-Lautsprechern, eine Flügeltür für die Rücksitzpassagiere und große Glasflächen, einschließlich eines großen Glasdaches.
Aufgrund der positiven Resonanz wurde die Produktion des Pontiac Trans Sport aufgenommen, aber das Styling und die Ausstattungsdetails des Konzeptfahrzeuges wurden nur teilweise in die Serienproduktion übernommen. Besonders die Flügeltür wäre in der Fertigung zu teuer gewesen. Das Glasdach war zudem zu schwer und ebenfalls zu teuer, und so beließ man es beim Serienfahrzeug bei einem Stahlschiebedach, das in hochglänzendem Schwarz lackiert war, das an das Glasdach des Konzeptfahrzeuges erinnerte.
Auch Chevrolet und Oldsmobile erhielten modifizierte Versionen des Trans Sport, um eine möglichst große Klientel zu bedienen. Der Chevrolet Lumina APV sollte die preisgünstigste Version darstellen, der Trans Sport war für Kunden mit Sinn für “Stil & Sport” gedacht, und der Silhouette sollte der Van für den Markt der Luxusfahrzeuge sein.

## Erste Generation (1990–1996)
Die Fertigung der ersten Generation des Oldsmobile Silhouette begann am 1. August 1989 in Tarrytown (New York). Die Wagen waren auf der GM-U-Plattform aufgebaut und bestanden aus einem Space Frame aus verzinktem Stahl und trugen eine Karosserie aus GFK, die gegen Rost und kleinere Beschädigungen unempfindlich war. Diese Produktionstechnik wurde am Pontiac Fiero entwickelt und auch für die meisten Wagen von Saturn genutzt. Der Silhouette hatte sieben Sitzplätze; die fünf hinteren Sitze wogen jeweils etwa 15 kg und konnten einzeln ausgebaut werden. 
Es gab ein Niveauregulierungssystem mit Kompressor und Gasdruckstoßdämpfern hinten, sodass man das Fahrzeugniveau unabhängig von der Beladung einstellen konnte. Dazu gab es eine Schalterkombination und einen Satz Luftschläuche, damit man mit dem Kompressor auch die Reifen, Luftmatratzen und andere Sportausrüstung aufpumpen konnte. 

### Motoren
- 1990–1995: 3130 cm³ V6-60°, 120 bhp (88 kW)
- 1992–1995: 3785 cm³ V6-60°, 170 bhp (125 kW)
- 1996: 3392 cm³ V6-60°, 170–185 bhp (125–136 kW)

### Geringer Verkaufserfolg
Das Styling der Vans wurde sehr kontrovers diskutiert. Als der Oldsmobile Silhouette und seine Schwestermodelle auf den Markt kamen, war die Vermarktung eines eleganten oder sportlichen Vans ein Novum. GM rechnete mit großem Marktpotential. Diese Vans wurden niedriger und schlanker als alle anderen Vans bisher konstruiert. Die extrem lange und flache Windschutzscheibe und der daraus resultierende große Abstand des Fahrers zur Scheibenunterkante sorgte für ein eigenartiges Fahrgefühl, bis sich der Fahrer an die „etwas anderen“ Proportionen gewöhnt hatte. Automobilzeitschriften nannten den Wagen „Dustbuster“, weil er in seiner seitlichen Silhouette diesem Handstaubsauger ähnlich sah.
Der erste Motor für diesen Van war ein etwas schwächlicher 3,1-Liter-V6 mit nur 120 bhp (88 kW), der diesem ziemlich schweren Wagen keine ausreichenden Fahrleistungen verlieh. 
1992 bekamen der Silhouette und seine Schwestermodelle auf Wunsch einen 3,8-Liter-V6 mit 170 bhp (125 kW), der dem Van ein viel besseres Drehmoment und eine bessere Beschleunigung verschaffte und sie zu den stärksten und handlichsten Vans ihrer Zeit machte.
Als Antwort auf die Kritik (und die sehr bescheidenen Verkaufszahlen), die man dem Avantgarde-Styling zuschrieb, und auf die Reaktion der potentiellen Kunden, Autozeitschriften und sogar einer Chrysler-Werbung von 1994 bekamen der Trans Sport und der Lumina APV ein Facelift, indem ihre Nase um 3″ (76 mm) verkürzte und die Fahrzeugfront nach unten bog, sodass sich ein eher konventionelles Aussehen ergab. Zusätzlich brachte man eine Kante am Armaturenbrett an, um den Abstand zur Unterkante der Windschutzscheibe optisch zu verkürzen.
Die europäischen Kunden, die durch den Renault Espace schon an schlanke Vans gewöhnt waren, nahmen das futuristische Styling gut auf, und die Verkaufszahlen waren ansehnlich. Die ab 1994 für den europäischen Markt gefertigten Oldsmobile Silhouette wurden durch Pontiac-Firmenzeichen und -Räder zu Pontiac Trans Sport-Modellen. Die Verkaufszahlen in Europa waren – zumindest für einen US-Importwagen – gut, aber rechtfertigten wirtschaftlich kein eigenständiges, viertes Modell.

Die Fertigung der Silhouette (einschließlich Lumina APV und Trans Sport) der ersten Generation lief 1996 aus und das Werk in Tarrytown, in dem die Wagen hergestellt worden waren und das seit 1900 betrieben wurde, wurde abgebrochen. Der letzte Oldsmobile Silhouette der ersten Generation verließ dieses Werk am 17. Mai 1996.

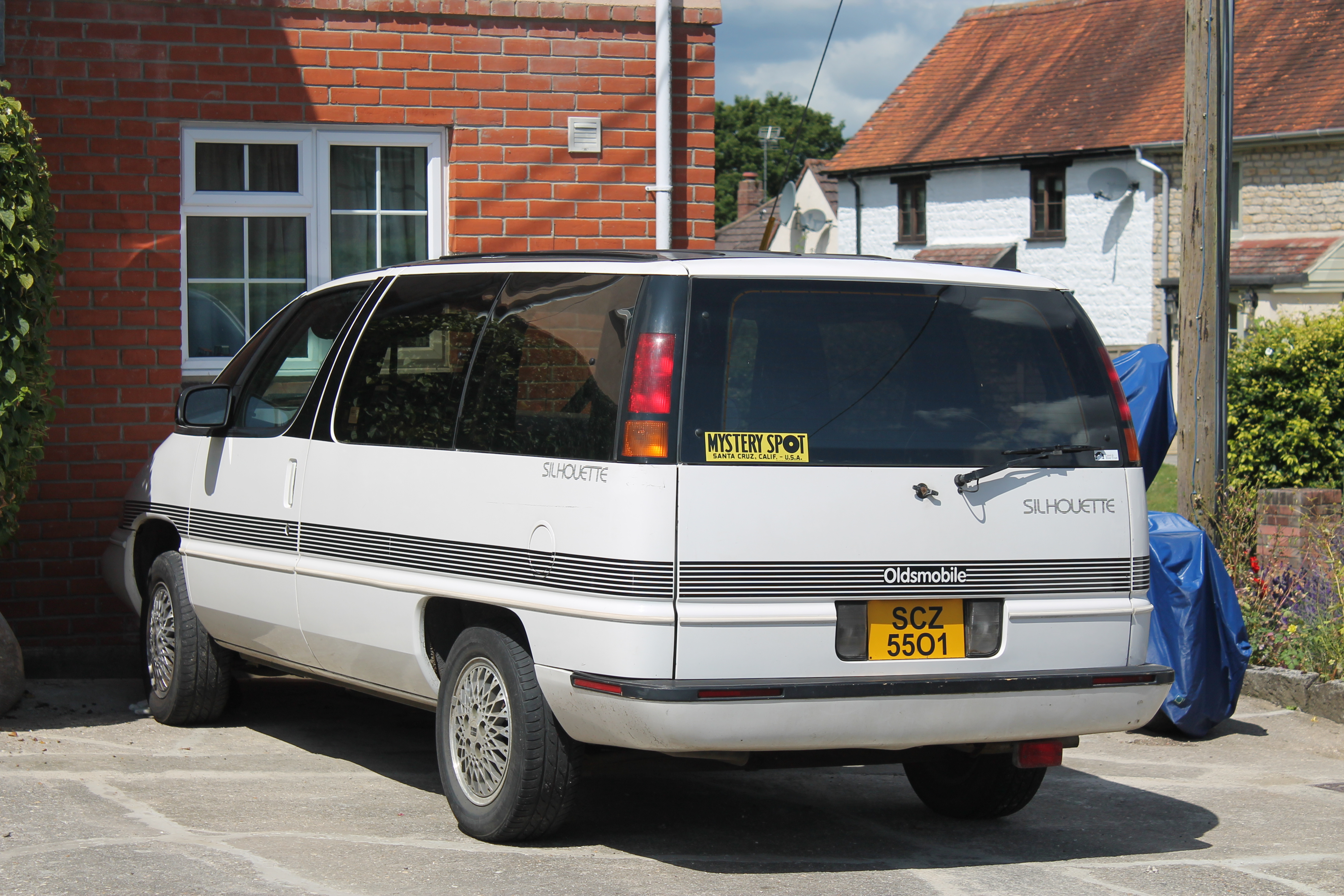
Heckansicht
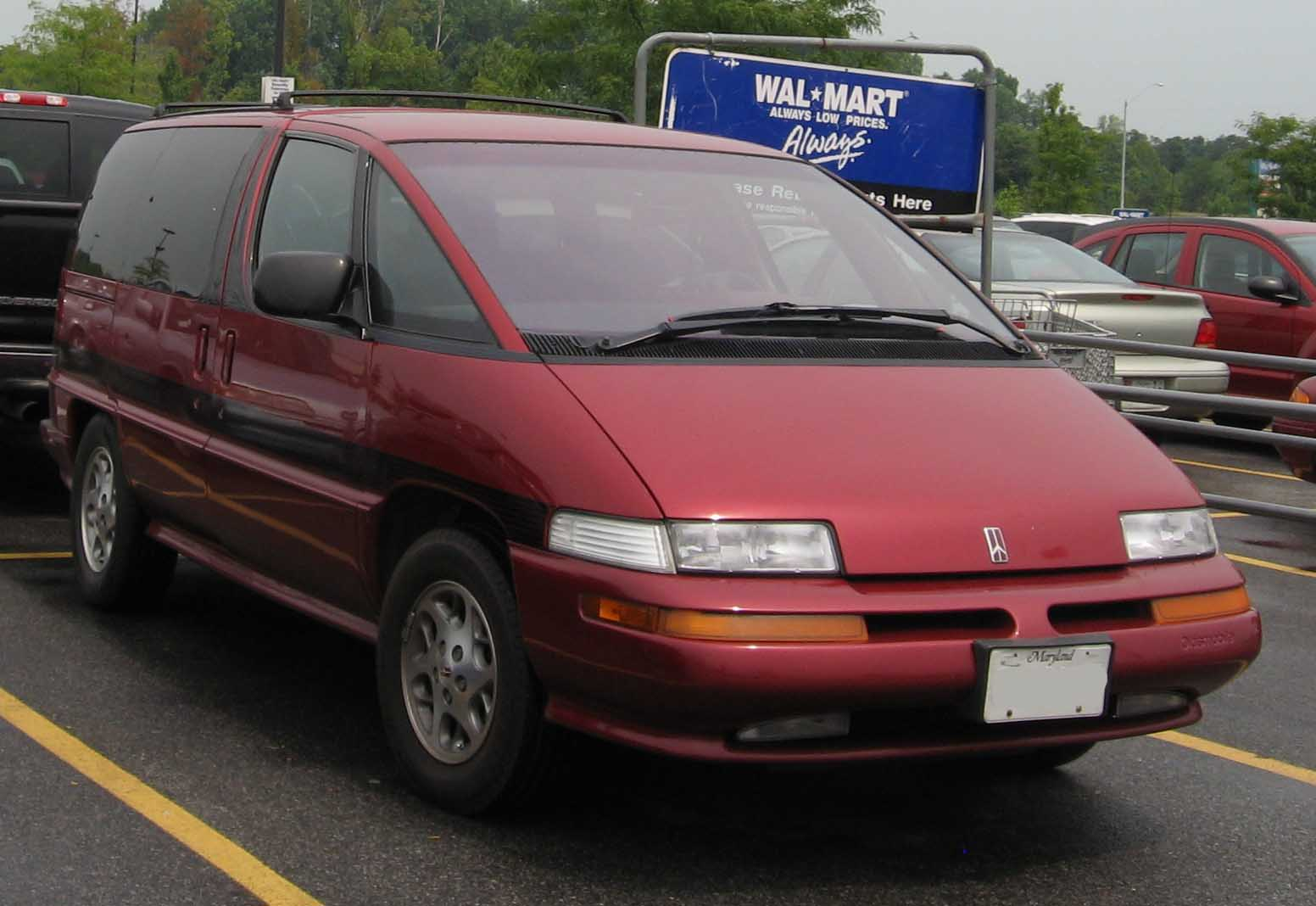
Facelift  (1994–1996)

### Modellgeschichte

#### 1990
- Ein ganz neues Modell – Der Silhouette als Luxusmodell ist mit Ledersitzen auf Wunsch erhältlich, ein Ausstattungsdetail, das seine Schwestermodelle nicht bieten können, aber der Chrysler Town and Country.

#### 1991
- Kundenbeschwerden wegen Spiegelungen des riesigen Armaturenbrettes in der Windschutzscheibe werden mit dem Tausch der hellen Kunststoffteile des Vorjahres gegen schwarzen Teppich beantwortet.

#### 1992
- Neu in diesem Jahr ist der 3,8 l-V6-Motor in Verbindung mit einem Hydra-Matic-4T60-Automatikgetriebe mit vier Stufen und elektronischer Regelung.
- Die an der Spritzwand montierte feste Radioantenne wird zugunsten einer integrierten Dachantenne aufgegeben. Sie ist zwischen Dach und Dachhimmel eingebaut.
- Die Seitenspiegel sind nun einklappbar und größer.
- Die Bremsen werden vergrößert und serienmäßig mit ABS kombiniert.
- Auf Wunsch gibt es ein Hubdach.
- Auf Wunsch gibt es Bedienhebel für die Stereoanlage am Lenkstock.

#### 1993
- Das Design der Rückleuchten ändert sich von einem Netzdesign zu ganz roten Lampen, die zum Rand hin ins Schwarze verlaufen. Diese Ausstattung gab es vorher nur beim Trans Sport.
- Es gab eine neue Mittelkonsole mit großen, versenkten Bedienelementen für die Klimaanlage und großen Ablagen.

#### 1994
Der Silhouette erhielt ein Facelift mit um die Fahrzeugecken greifenden, kombinierten Blink- und Parkleuchten und serienmäßig installierten Nebelleuchten.
Zusätzlich gab es eine elektrische Schiebetür mit Fernbedienung und die hinteren Seitenfenster erhielten eine dunklere Tönung. 
Bis 1995 wurde in Kombination mit dem 3,8-l-Motor ein ESP angeboten und weiterhin gab es eine  optionale Traktionskontrolle und einen serienmäßigen Fahrerairbag. Optional waren eingebaute Kindersitze erhältlich, die zwischen zwei der hinteren Erwachsenensitze eingebaut werden konnten. Um den großen Abstand zur Unterkante der Windschutzscheibe optisch zu verkleinern, brachte man eine zusätzliche Kante am Armaturenbrett an.

#### 1995
- Es gab automatische Türschlösser, die die Türen verriegelten, wenn der Automatikwählhebel aus der Parkposition geschoben wurde und sie wieder entriegelte, wenn der Wagen abgestellt wurde.

#### 1996
- Letztes Produktionsjahr. Im August wird die Baureihe durch einen neu entwickelten Wagen gleichen Namens ersetzt.
- Sowohl der 3,1 l-V6 als auch der 3,8 l-V6 entfallen, dafür gibt es den 3,4 l-V6-Motor.
- Die Traktionskontrolle entfällt.

## Zweite Generation (1996–2004)
Der überarbeitete Silhouette für das Modelljahr 1997 wurde in Doraville (Georgia) gefertigt. Die ersten Wagen verließen die Montagebänder am 6. August 1996. In Kanada wurde der Wagen ab 1998 verkauft.
General Motors hatte es nun zweimal nicht geschafft, Chrysler ein entscheidendes Stück des heimischen Van-Marktes abzujagen, und startete also einen dritten Versuch mit neuen Vans auf der GM-U-Plattform, die – zumindest theoretisch – auf den Lehren aus den früheren Misserfolgen beruhten. In Erinnerung an die Kritik an den „Dustbuster“-Vans war die neue Ausgabe vollkommen konventionell in jeder Hinsicht. Der Wagen hatte eine Monocoque-Konstruktion aus Stahl, und das Styling war so konservativ wie möglich. Die vorherige Generation war etwas zu groß für europäische Straßen geraten, und daher wurden die neuen Fahrzeuge etwas schmaler und kleiner, als es für die USA normal war, damit sie auch für Europa verwendet werden konnten.
Während der Entwicklung der neuen Generation orientierte sich GM deutlich am aktuellen Dodge Caravan, Plymouth Voyager und für den Silhouette vor allen Dingen am Chrysler Town and Country. Die resultierenden Fahrzeuge hatten deutliche Ähnlichkeit mit dem erfolgreichen Chrysler-Trio, das zu dieser Zeit die Hälfte des heimischen Marktes bediente. Zum Unglück für GM wurden die Chrysler-Fahrzeuge, die sie als Messlatte benutzten, 1996 durch eine ganz neue Generation ersetzt, die – zum Ärger von GM – wesentlich schlanker und eleganter als ihre Vorgänger ausfiel. Die neuen Chrysler-Vans boten auch viele neue Ausstattungsdetails und -pakete, die es zu dieser Zeit bei keinem anderen Van auf dem Markt gab. GM hatte schließlich ein schönes neues Fahrzeug, aber eines, das für eine Generation von Konkurrenten konstruiert war, die sich bereits überlebt hatte.
Es gab zwei unterschiedliche Radstände und zwei Schiebetüren. Der Silhouette als Spitzenmodell bot viele Ausstattungsdetails serienmäßig, die bei seinen Schwestermodellen und Konkurrenzfahrzeugen extra bezahlt werden mussten. 1998 war er einer der ersten Fahrzeuge, die einen Videorekorder mit LC-Bildschirm im Dach für die Rücksitzpassagiere anbot. 

2001 bekam der Silhouette ein kleines Facelift, das an dem vergrößerten und gänzlich verchromten Kühlergrill zu erkennen war.

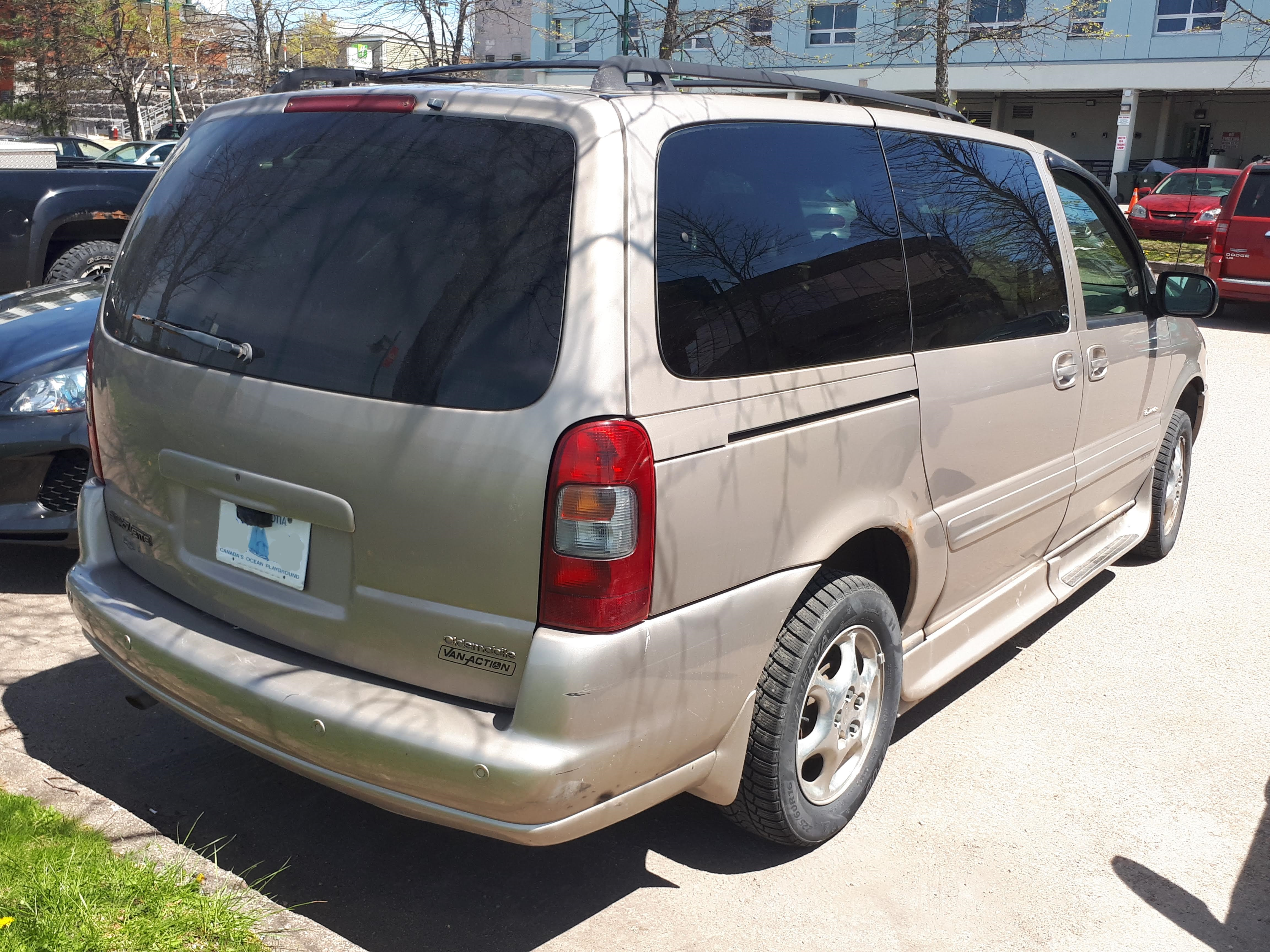
Heckansicht
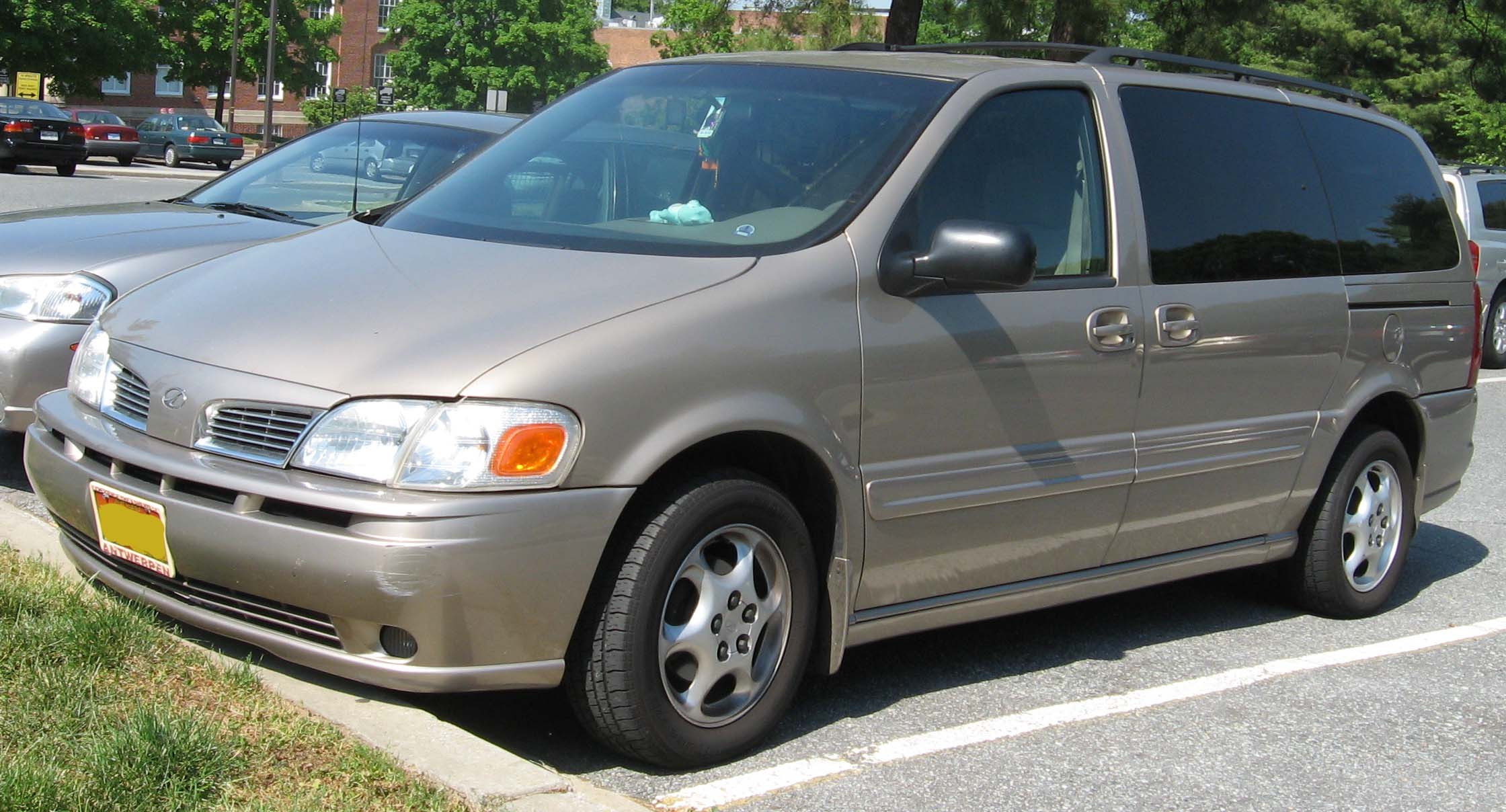
Facelift (2001–2004)

### Ausstattungslinien
- Standard (1996)
- GL (1996–2004)
- GLS (1996–2004)
- GS (1998–1999)
- Premiere (1998–2004)

### Motor
- 60°-V6 mit 3392 cm³ Hubraum, 170 bis 185 bhp (125 bis 136 kW)

### Geringer Verkaufserfolg
Der Silhouette und seine Schwestermodelle erreichten geringfügig bessere Verkaufszahlen als ihre Avantgarde-Vorgänger, erreichten aber keinen entscheidenden Marktanteil. Der Silhouette war ein ernsthafter Gegner in vielen wichtigen Kategorien, konnte aber gegenüber den Chrysler-Vans keine für sich entscheiden. Der Markt für Vans war deutlich dichter bevölkert als früher, und der Silhouette galt als zweite Wahl, sicher ganz schön, aber in keinem Aspekt überragend.
Das Modell blieb bis 2004 ohne große Änderungen in Produktion. In diesem Jahr wurde Oldsmobile eingestellt. Der letzte Oldsmobile Silhouette verließ die Montagebänder am 31. März 2004.
Der Nachfolger des Oldsmobile Silhouette in der GM-Modellpalette ist der Buick Terraza (2005 bis 2007), der auf einer überarbeiteten Variante der GM-U-Plattform entstand und den Platz des Premium-Vans einnahm, den vorher der Silhouette innegehabt hatte. Weil sich aber auch die dritte Generation der GM-Vans nicht gut verkaufte, entschied sich der Konzern, dem Van-Markt ganz den Rücken zu kehren. Der Terraza wurde 2007 eingestellt, der Chevrolet Uplander 2008.